# 基勒冰原島峰
71°54′S 160°28′E / 71.900°S 160.467°E
基勒冰原島峰（英語：Killer Nunatak），是南極洲的冰原島峰，位於維多利亞地，處於費蘭山西北面9公里，海拔高度2,080米，由新西蘭探險隊命名，現時由南極條約體系管理。